# Manic
Manic és el tercer àlbum d'estudi de la cantant estatunidenca Halsey. Va ser publicat el 17 de Gener del 2020. Halsey el va promocionar amb els senzills Without Me, Graveyard i You Should Be Sad, així com els senzills promocionals Clementine i Finally // Beautiful Stranger.

## Promoció
Halsey va anunciar oficialment el disc el dia 13 de Setembre, anunciant-ne el títol, la data de llançament i la portada. El mateix dia va estrenar Graveyard, acompanyada d'un vídeo promocional on se la veia pintant on recreava la portada del disc. El dia 29 de Setembre, dia del seu aniversari, va estrenar una altra de les cançons del disc, Clementine, acompanyada del seu videoclip, protagonitzat per la mateixa Halsey i el seu germà Sevian. El 4 d'Octubre, Halsey va anunciar la estrena del videoclip de Graveyard pel dia 8 del mateix mes i en va compartir un primer avançament. Halsey va promocionar Graveyard amb actuacions a nombrosos esdeveniments i programes de televisió com els EMAs o els American Music Awards.
El 3 de Desembre, Halsey va anunciar el tracklist del disc, que compta amb les col·laboracions de SUGA (Membre de la bada coreana BTS), Alanis Morissette i Dominic Fike. El 6 de Desembre, es van estrenar dues pistes més de Manic: la balada Finally // Beautiful Stranger i Suga's Interlude, així com el videoclip per la primera.
El dia 10 de Gener, Halsey va publicar el tercer senzill oficial del disc: You Should Be Sad.

## Èxit comercial
Manic va entrar al número 2 del Billboard 200, amb 239.000 unitats als Estats Units. Tot i no poder superar el nou àlbum d'Eminem estrenat el mateix dia, va convertir-se en el disc de Halsey que més còpies va vendre en una sola setmana. Al Febrer, Manic va obtenir el disc de platí de la RIAA per superar el milió d'unitats als Estats Units, sent el primer àlbum publicat al 2020 en obtenir-lo.
Segons Mediatraffic, Manic va vendre 295.00 còpies arreu del món durant la seva primera setmana. Va ser també el segon disc més venut de la setmana a nivell mundial per darrere del d'Eminem.

## Senzills

### Without Me
El dia 4 d'Octubre del 2018 es va estrenar Without Me, la primera cançó que Halsey publicava des del llançament del seu segon àlbum Hopeless Fountain Kingdom al Juny del 2017. Es va convertir en el segon número 1 de Halsey al Hot 100 després de Closer, el primer en solitari o com a artista principal. Ha estat certificada per la RIAA amb 6 discos de platí per haver superat els 6 milions d'unitats venudes als Estats Units Va arribar a la tercera posició a la llista oficial del Regne Unit, on va aconseguir acumular 30 setmanes en llista. Al Febrer del 2019 va rebreel disc de platí de la BPI per haver superat les 600.000 unitats al Regne Unit. Al llarg del 2019 va vendre un total de 9,1 milions de còpies arreu del món, cosa que segons la IFPI va convertir-la en la desena cançó més venuda de l'any.

### Graveyard
El dia 13 de Setembre, mateix dia en què es va anunciar oficialment Manic, Halsey va publicar Graveyard. El videoclip oficial de la cançó va sortir el 8 d'Octubre. Al mes de novembre, Halsey va estrenar la versió acústica oficial de la cançó. Graveyard només compta amb una remescla oficial, feta per Axwell i estrenada a finals d'Octubre. Graveyard va mantenir-se dins la llista oficial del Regne Unit durant 11 setmanes, assolint la posició màxima al número 29 a finals d'Octubre. Va aconseguir el disc de plata al Regne Unit, per haver superat les 200.000 unitats La posició màxima que va assolir al Hot 100 és el número 34, on ha aconseguit mantenir-se 20 setmanes en llista. Al desembre va obtenir el disc d'or de la RIAA per haver superat el mig milió d'unitats als Estats Units.

### You Should Be Sad
El tercer senzill oficial de Manic va arribar el dia 10 de Gener acompanyat del seu videoclip oficial, on Halsey homenatja quatre artistes que l'han influït: Shania Twain, Lady Gaga, Christina Aguilerai i Carrie Underwood. You Should Be Sad compta amb dos remescles oficials, una feta per Tiësto i l'altra per Mike Mago; així com una versió acústica. La cançó va entrar al número 37 de la llista oficial del Regne Unit, assolint el número 12 (la seva màxima posició) a mitjans de Febrer. You Should Be Sad va arribar al número 26 del Hot 100 estatunidenc. Al mes de març va obtenir el disc d'Or de la RIAA per haver venut 500.000 unitats als Estats Units. You Should Be Sad també va obtenir el disc d'or a Austràlia, on, a més, va arribar al número 4 de la llista de senzills setmanals.

## Manic World Tour
El 24 de Setembre, Halsey va anunciar les dates europees del Manic World Tour. Al Gener, es van anunciar les dates nord-americanes de la gira, entre els mesos de juny i Agost. La gira europea va començar el dia 6 de Febrer a Madrid i va acabar el 12 de març a Manchester, incloient un concert al Sant Jordi Club de Barcelona el dia 7 de Febrer. Al mes de maig estava previst que la gira passés per Corea del Sud i Japó, però els concerts van haver de ser suspesos a causa del COVID-19.

## Tracklist
1. Ashley
2. Clementine
3. Graveyard
4. You Should Be Sad
5. Forever... Is A Long Time
6. Dominic's Interlude
7. I Hate Everybody
8. 3AM
9. Without Me
10. Finally // Beautiful Stranger
11. Alanis' Interlude
12. Killing Boys
13. Suga's Interlude
14. More
15. Still Learning
16. 929

### Tracklist en altres edicions
Totes les versions en vinil excepte l'especial (que és un doble LP) contenen 13 cançons: omet Alanis' Interlude, Killing Boys i Suga's Interlude. Algunes edicions en CD distribuïdes en exclusiva per algunes cadenes de botigues (HMV al Regne Unit, Target als Estats Units), contenen dos pistes extra: You Sould Be Sad (original voicenote) i I'm Not Mad. L'edició japonesa del disc conté aquestes dos pistes extres, així com una tercera cançó exclusiva: Wipe Your Tears Cap de les tres cançons bonus es troben disponibles digitalment.